# Mirogojska tramvajska nesreća 1954.
Mirogojska tramvajska nesreća dogodila se 31. listopada 1954. u Zagrebu i jedna je od najvećih tramvajskih nesreća u svijetu. Tragedija se dogodila na staroj, strmoj mirogojskoj pruzi, a u njoj je devetnaest putnika poginulo, dok ih je trideset i sedam bilo uglavnom teško ozlijeđeno. Toga jutra oko 8:30 sati tramvajska motorna kola tipa M-24, garažnog broja 21, u dvosmjernoj izvedbi, krenula su iz zaokretnice Mirogoj prema Gupčevoj zvijezdi, vozeći na redovitoj liniji broj 13 Mirogoj – Šoštarićeva ulica.
Vozač je otpustio ručnu kočnicu za dva, tri okretaja, te spuštajući se nizbrdo i ulazeći u prvi zavoj htio uključiti tračničku kočnicu, no opazio je da ona ne djeluje. Kad je pokušao kočiti ručnom kočnicom uz uporabu pijeska, kola su već jurila takvom brzinom da je za to već bilo prekasno. Tramvaj je sve brže jurio i na zadnjem zavoju, pored bolnice, izletio iz tračnica. Prevrćući se, prešao je na drugu stranu ulice, te udario u stabla kestena. Iščupao ih je iz korijena i naposljetku se zaustavio, udarivši u željezni stup gradske rasvjete.
Komisija za istragu, ispitala je ostatke vozila, električne uređaje, kao i postupke vozača koji je u teškom stanju bio u bolnici. Pokazalo se da su kola 21 prije katastrofalne nesreće imala sudar na uglu između Degenove i Medveščaka kad je tramvaj zahvatio i prevrnuo zaprežna kola, no kako nije bilo veće štete, vozač je nastavio vožnju prema Mirogoju. Odmah je primijetio da nešto nije u redu, magnetske kočnice nisu hvatale, pa je upotrijebio pijesak. Budući da ga nije puno pronađeno uzduž mirogojske pruge, u istrazi se postavilo pitanje, je li ga bilo dovoljno nakon sudara u Degenovoj.
Brzina prevrnutih kola kod nesreće na Mirogoju, bila je pet puta veća od dopuštene – oko 80 kilometara na sat. Zbog mirogojske nesreće tramvajski promet od Gupčeve zvijezde do Mirogoja ponovno je uspostavljen tek 1964. godine.
Nova motorna kola na toj pruzi bila su posebno opremljena električnom, jakom zračnom, elektromagnetskom (tračničkom) i ručnom kočnicom. Vozila su, uz propisane najveće brzine, do 15. svibnja 1967. godine, od kada na Mirogoj voze autobusi.